# جولیو پرودی
جولیو پرودی (ایتالیایی: Giulio Parodi؛ زادهٔ ۳۰ سپتامبر ۱۹۹۷) بازیکن فوتبال اهل ایتالیا است.
از باشگاه‌هایی که در آن بازی کرده‌است می‌توان به باشگاه فوتبال باری اشاره کرد.